# Gerrhosaurus skoogi
Espèce
Synonymes
- Angolosaurus skoogi (Andersson, 1916)

Statut de conservation UICN

 LC  : Préoccupation mineure
Gerrhosaurus skoogi est une espèce de sauriens de la famille des Gerrhosauridae.

## Répartition
Cette espèce se rencontre en Angola et en Namibie.

## Description
Cette espèce est ovipare.

## Étymologie
Cette espèce est nommée en l'honneur d'Hilmer Nils Erik Skoog (1870-1927).

## Publication originale
- Andersson, 1916 : Notes on the reptiles and batrachians in the Zoological museum at Gothenburg : with an account of some new species. Göteborgs Kungliga Vetenskaps och Vitter-Hets Samhalles Handlingar, Series B, ser. 4, vol. 17, p. 1-41.